# Desmosoma australis
Desmosoma australis är en kräftdjursart som beskrevs av Nordenstam 1933. Desmosoma australis ingår i släktet Desmosoma och familjen Desmosomatidae. Inga underarter finns listade i Catalogue of Life.